# Универзитет у Бихаћу
Универзитет у Бихаћу је државни универзитет у Бихаћу. Основан је 28. јула 1997. године.

## Организација
- Биотехнички факултет
- Економски факултет
- Исламски педагошки факултет
- Педагошки факултет
- Правни факултет
- Технички факултет
- Факултет здравствених студија